# Amadou Gon Coulibaly
Amadou Gon Coulibaly (Abidjan, 10 de fevereiro de 1959 — Abidjan, 8 de julho de 2020) foi um político marfinense e primeiro-ministro da Costa do Marfim de 10 de janeiro de 2017 até a sua morte. Anteriormente, foi secretário-geral da Presidência no governo de Alassane Ouattara de 2011 a 2017. Foi membro do partido político Reagrupamento dos Republicanos.
Morreu em 8 de julho de 2020, aos 61 anos.